# Суперкупа на Италия 2013
Суперкупата на Италия 2013 е 26 издание на двубоя между победителя от Серия А 2012/13(Ювентус) и носителя на Купата на Италия 2012/13 (Лацио).

## Двубой
| Дата       | Шампион | Резултат | Носител на Купата | Стадион         |
| ---------- | ------- | -------- | ----------------- | --------------- |
| 19.08.2013 | Ювентус | 4:0      | Лацио             | Стадио Олимпико |

| Суперкупа на Италия 2013 |
| ------------------------ |
|                          |
| Ювентус                  |

## Мач
| 18 август 2013 |

| Ювентус                                          | 4:0 (1:0) | Лацио |
| ------------------------------------------------ | --------- | ----- |
| Погба 23′ Киеллини 52′ Лихтштайнер 54′ Тевес 56′ |           |       |

| Олимпийски стадион (Рим) |

| Ювентус | Лацио |